# Tuvix
„Tuvix” (titlu original: „Tuvix”) este al 24-lea episod din al doilea sezon al serialului TV american SF Star Trek: Voyager, al 40-lea în total. A avut premiera la 6 mai 1996 pe canalul UPN.

## Prezentare
Un accident în timpul teleportării îi contopește pe Tuvok și Neelix într-o nouă ființă, Tuvix.

## Actori ocazionali
- Tom Wright - Tuvix
- Simon Billig - Hogan
- Bahni Turpin - Swinn